# 普觉镇
普觉镇，是中华人民共和国贵州省铜仁市松桃苗族自治县下辖的一个乡镇级行政单位。

## 行政区划
普觉镇下辖以下地区：
普觉村、西门坎村、干背河村、真武堡村、高坎村、东门村、姜家硐村、棉花山村、水银村、真旗屯村、猫猫屯村、道塘村、大元村、甘佃村、岑塘村、园埂脚村、梁洪村、侯溪屯村、半坡村、山口坳村和尖山村。

## 中国传统村落
2013年8月，候溪屯被评为第二批中国传统村落。